# Haematopota palancaensis
Haematopota palancaensis är en tvåvingeart som beskrevs av Travassos Dias 1972. Haematopota palancaensis ingår i släktet Haematopota och familjen bromsar.
Artens utbredningsområde är Angola. Inga underarter finns listade i Catalogue of Life.